# Аудизио, Вальтер
Вальтер Аудизио (итал. Walter Audisio), также известный как полковник Валерио (итал. Colonnello Valerio) и Джованбаттиста Маньоли (итал. Giovanbattista Magnoli; 28 июня 1909, Алессандрия – 11 октября 1973, Рим) — деятель итальянского антифашистского движения Сопротивления, социалист, коммунист, подполковник армии Италии. Прежде всего известен тем, что 28 апреля 1945 года расстрелял итальянского диктатора Бенито Муссолини и его любовницу Клару Петаччи.

## Биография
Вальтер Аудизио родился 28 июня 1909 года в Алессандрии в семье мелкого государственного чиновника. Работал бухгалтером. В 1931 году вступил в коммунистическую партию. Входил в состав подпольной коммунистической группы в Алессандрии. В 1934 году фашистские спецслужбы раскрыли эту группу и Вальтер Аудизио был сослан на пять лет на остров Понца в Средиземном море.
После окончания срока ссылки Аудизио, будучи больным плевритом, решил вернуться в Алессандрию. Для того, чтобы получить разрешения на приезд в родной город, он послал в суд Алессандрии покаянное письмо, где раскаивался в своих антифашистских взглядах. 
После свержения Муссолини и подписания перемирия с союзниками в 1943 году Вальтер Аудизио вступил в ряды партизан. Осенью 1943 года занимался организацией партизанских отрядов в Казале-Монферрато.
Служил в рядах гарибальдийских бригад. Командовал партизанскими соединениями в провинции Мантуя, на Паданской равнине.
К 1945 году стал одним из главных руководителей движения Сопротивления в Милане.
В ночь с 26 на 27 апреля 1945 года в городе Комо (Ломбардия) партизанами-гарибальдийцами  был арестован итальянский диктатор Бенито Муссолини, пытавшийся вместе с немецкими войсками сбежать из Италии. В руки партизан также попали соратники Муссолини и его любовница, Клара Петаччи.  Муссолини с любовницей был препровожден в близлежащую деревню Донго, где их держали под охраной до середины дня 28 апреля. 
28 апреля, в 15:15 часов Вальтер Аудизио, имея приказ вышестоящего начальства казнить Муссолини, прибыл с небольшим отрядом в Донго. Он забрал у местных партизан пленного диктатора и его любовницу и увез их на окраину деревни Меццегра. Там в 16:10 он из пистолета-пулемёта MAS 38 собственноручно расстрелял Бенито Муссолини и Клару Петаччи у забора виллы Бельмонте. Предварительно Аудизио предложил Петаччи отойти в сторону, но та вцепилась в рукав Муссолини, пытаясь его заслонить, и погибла. После этого по приказу Аудизио были казнены шесть соратников Бенито Муссолини. Впоследствии тела всех казнённых, в том числе и Муссолини с Кларой Петаччи, были в обезображенном виде вывешены на площади Лорето в Милане.  
После войны, в 1948—1963 годах Вальтер Аудизио являлся депутатом в Алессандрии от Народно-Демократического фронта (коалиция Итальянской коммунистической партии и Итальянской социалистической партии). В 1963 году стал сенатором. С 1968 года до самой смерти работал в итальянской нефтяной компании ENI. 
Вальтер Аудизио умер 11 октября 1973 года в Риме от сердечного приступа. Через два года после его смерти, в 1975 году, были опубликованы воспоминания Аудизио — «Именем итальянского народа» (итал. In nome del popolo italiano).

## В культуре
В фильме Карло Лидзани «Муссолини: Последний акт» 1974 года роль Вальтера Аудизио сыграл итальянский актер Франко Неро.

## Сочинения
- In nome del popolo italiano, Milano, Teti, 1975.